# ماثيو ووكر (لاعب كريكت بريطاني)
ماثيو ووكر (2 يناير 1974 في المملكة المتحدة - ) (بالإنجليزية: Matthew Walker)‏ هو لاعب كريكت بريطاني. لعب مع نادي مقاطعة ساسكس للكريكت ‏ وKent County Cricket Club ‏.

## وصلات خارجية
- ماثيو ووكر على موقع إي آس بي آن كريك إنفو (الإنجليزية)